# Jeleni Potok
Jeleni Potok (niem. Hellen Wasser) – potok w Karkonoszach o długości ok. 3,1 km, jeden z pięciu tworzących Kaczą. Uznaje się go za górny bieg Kaczej.
Źródła znajdują się w środkowej części Karkonoszy, na północnym zboczu Rówienki, na wysokości ok. 940 m n.p.m. Płynie na północ, później ku północnemu zachodowi. W Borowicach, na wysokości ok. 630 m n.p.m. łączy się z Jodłówką, nieco niżej z Modrzykiem, Borówką i Granicznikiem, tworząc Kaczą.

## Szlaki turystyczne
W górnym biegu, przecinają go dwa szlaki turystyczne:
- zielony – prowadzący z Przesieki do Karpacza,
- żółty – prowadzący z Jeleniej Góry przez Przesiekę, Borowice, Polanę do Słonecznika.